# Jill Sobule
Jill Sobule (16. ledna 1959 Denver – 1. května 2025) byla americká zpěvačka, písničkářka, aktivistka a hudební skladatelka. 

## Životopis
Jill Sobule se narodila 16. ledna 1959 v Denveru. 
Své debutové album Things Are Different vydala v roce 1990. O pět let později se proslavila písní s lesbickým tématem "I Kissed a Girl" z alba Supermodel. Písen se například objevila v romantické komedii Praštěná holka. Stala se první LGBT umělkyní, která se dostala do žebříčku Billboard Top Twenty. Kontroverzní bylo její vyjádření mířené na Katy Perry, která stejnojmennou píseň vydala v roce 2008.
Ve svých písních se věnovala tématům LGBT komunity, trestu smrti, anorexie, nebo hnutí Make America Great Again prezidenta Donalda Trumpa. Otevřeně se hlásila k bisexuální orientaci. Během svého života vydala deset studiových alb. V roce 2018 vyšlo její poslední album Nostalgia Kills.
Zemřela 1. května 2025 při požáru svého domu ve Woodbury v Minnesotě ve věku 66 let. Následující den měla vystoupit v rodném Denveru.

## Diskografie

### Studiová alba
- Things Here Are Different (1990)
- Jill Sobule (1995)
- Happy Town (1997)
- Pink Pearl (2000)
- The Folk Years 2003–2003 (2004)
- Underdog Victorious (2004)
- Jill Sobule Sings Prozak and the Platypus (2008)
- California Years (2009)
- Dottie's Charms (2014)
- Nostalgia Kills (2018)